# مسجد مهويد
مسجد مهويد هو مسجد تاريخي يعود إلى عصر القاجاريين، ويقع في مهويد.